# 灰岩香茶菜
灰岩香茶菜（学名：Isodon calcicolus）为唇形科香茶菜属下的一个种。